# زبرماهی تابناک برزیلی
زبرماهی تابناک برزیلی (نام علمی: Aulotrachichthys atlanticus) نام یک گونه از سرده زبرماهی‌های تابناک است.